# Leproscirtus
Leproscirtus is een geslacht van rechtvleugeligen uit de familie sabelsprinkhanen (Tettigoniidae). De wetenschappelijke naam van dit geslacht is voor het eerst geldig gepubliceerd in 1891 door Karsch.

## Soorten
Het geslacht Leproscirtus omvat de volgende soorten:
- Leproscirtus brunneri Karny, 1919
- Leproscirtus ebneri Karny, 1919
- Leproscirtus granulosus Karsch, 1886
- Leproscirtus karschi Karny, 1919